# G. W. Bailey
George William Bailey, noto semplicemente come G. W. Bailey (Port Arthur, 27 agosto 1944), è un attore statunitense.

## Biografia
Bailey frequenta la Thomas Jefferson High School, a Port Arthur in Texas insieme a Janis Joplin e Jimmy Johnson. Successivamente si iscrive alla Lamar University a Beaumont, in Texas e poi si trasferisce alla Texas Tech University a Lubbock, sempre in Texas. Lasciato il college passa metà degli anni sessanta lavorando con la locale compagnia teatrale, prima di trasferirsi in California negli anni settanta, dove ebbe dei piccoli ruoli nelle serie televisive del momento quali Starsky & Hutch e Charlie's Angels.
Il suo debutto cinematografico avviene nel 1979, in La polvere degli angeli, uno dei primi film di Chuck Norris; grazie al quale avrà il ruolo di Rizzo in M*A*S*H. Nel 1993 torna al college, frequentando la Texas State University a San Marcos, in Texas. Si è laureato nel maggio del 1994 alle Belle Arti, in Teatro. Per l'anno scolastico 1999-2000, è stato l'Artista di Casa. Dal 2001, Bailey è direttore esecutivo del Sunshine Kids Foundation, che fornisce viaggi e attività per le centinaia di bambini malati di cancro ogni anno. Egli è stato volontario per più di quindici anni da quando venne introdotto nell'organizzazione dalla sua figlioccia, alla quale era stata diagnosticata la leucemia.
È un veterano della scena televisiva e cinematografica e tuttora in attività. Anche se è comparso in molti ruoli drammatici, è meglio ricordato per le sue interpretazioni comiche, come il capitano Thaddeus Harris in Scuola di polizia e il pigro sergente Luther Rizzo in M*A*S*H. È stato uno dei protagonisti della serie The Closer nei panni del tenente Louie Provenza, continuando poi a ricoprire il ruolo nello spin-off Major Crimes.

## Filmografia parziale

### Cinema
- La polvere degli angeli (A Force of One), regia di Paul Aaron (1979)
- Scuola di polizia (Police Academy), regia di Hugh Wilson (1984)
- Runaway, regia di Michael Crichton (1984)
- Addio vecchio West (Rustlers' Rhapsody), regia di Hugh Wilson (1985)
- Allarme rosso  (Warning Sign), regia di Hal Barwood (1985)
- Corto circuito (Short Circuit), regia di John Badham (1986)
- Mannequin, regia di Michael Gottlieb (1987)
- Affittasi ladra (Burglar), regia di Hugh Wilson (1987)
- Scuola di polizia 4 - Cittadini in... guardia (Police Academy 4: Citizens on Patrol), regia di Jim Drake (1987) – Thaddeus Harris
- Scuola di polizia 5 - Destinazione Miami (Police Academy 5: Assignment: Miami Beach), regia di Alan Myerson (1988) – Thaddeus Harris
- Scuola di polizia 6 - La città è assediata (Police Academy 6: City Under Siege), regia di Peter Bonerz (1989) – Thaddeus Harris
- Una mamma per Jesse (No Child of Mine), regia di Michael Katleman (1994) – Lamar Jenkins
- Scuola di polizia - Missione a Mosca (Police Academy: Mission to Moscow), regia di Alan Metter (1994) – Thaddeus Harris
- Distruggete Los Angeles! (Scorcher), regia di John Seale (2002)
- Mucche alla riscossa (Home on the Range), regia di Will Finn e John Sanford (2004) – voce
- Cake: A Wedding Story, regia di Will Wallace (2007)

### Televisione
- Charlie's Angels – serie TV, episodio 1x10 (1976)
- CHiPs – serie TV, episodio 1x14 (1978)
- Happy Days – serie TV, episodio 7x09 (1979)
- M*A*S*H – serie TV, 14 episodi (1979-1983)
- Murder in Texas, regia di William Hale – film TV (1981)
- A cuore aperto (St. Elsewhere) – serie TV, 22 episodi (1982-1983)
- La signora in giallo (Murder, She Wrote) – serie TV, episodi 3x22-12x04 (1987-1995)
- Signore e signori buonasera (Goodnight, Beantown) – serie TV, 13 episodi (1983-1984)
- Dead Before Dawn, regia di Charles Correll – film TV (1993)
- The Jeff Foxworthy Show – serie TV, 23 episodi (1996-1997)
- Salomone (Solomon), regia di Roger Young – miniserie TV (1997)
- Jesus, regia di Roger Young – miniserie TV (1999)
- San Paolo, regia di Roger Young – miniserie TV (2000)
- Nip/Tuck – serie TV, 1 episodio (2005)
- The Closer – serie TV, 109 episodi (2005-2012)
- Major Crimes – serie TV, 105 episodi (2012-2018)

## Doppiatori italiani
Nelle versioni in italiano delle opere in cui ha recitato, G. W. Bailey è stato doppiato da:
- Marcello Tusco in Scuola di polizia 4 - Cittadini in... guardia, Scuola di polizia 5 - Destinazione Miami, Scuola di polizia 6 - La città è assediata
- Angelo Nicotra in Salomone, Jesus, San Paolo
- Oreste Rizzini in Scuola di polizia, Scuola di polizia - Missione a Mosca
- Sergio Di Giulio in The Closer, Major Crimes (ep. 1-84)
- Silvio Anselmo in M*A*S*H
- Gastone Pescucci in CHiPs
- Piero Tiberi in Charlie's Angels
- Paolo Poiret in Starsky & Hutch (ep. 2x07)
- Daniele Tedeschi in Starsky & Hutch (ep. 4x07)
- Eugenio Marinelli in La signora in giallo (ep. 3x22)
- Andrea Lala in La signora in giallo (ep. 12x04)
- Fabio Mazzari in Mai dire sì
- Michele Kalamera in Corto circuito
- Sergio Fiorentini in Affittasi ladra
- Massimo Dapporto in Benedizione mortale
- Franco Zucca in Mannequin
- Giorgio Lopez in Runaway
- Emilio Cappuccio in Quell'angolo della strada
- Paolo Marchese in Dopo la gloria
- Enrico Bertorelli in Nip/Tuck
- Romano Malaspina in Distruggete Los Angeles!
- Dario Penne in Major Crimes (ep. 85-105)

Da doppiatore è sostituito da:
- Piero Tiberi in Mucche alla riscossa